# Moschea Tahtali-Jami
La moschea Tahtali-Jami (in ucraino Тахтали Джамі?, tataro della Crimea: Tahtalı Cami) si trova a Bachčisaraj, Ucraina. In tataro della Crimea: Tahtalı Cami significa "moschea di legno".

## Storia
La moschea fu costruita nel 1707 da Khan Sultan Beck che sposò la figlia di Selim I Giray. È la moschea più antica della città e può essere vista da quasi ogni punto della città. È stata originariamente costruita con tavole di legno che sono state successivamente chiuse da blocchi di pietra e pareti in muratura. Il tetto della moschea è coperto da piastrelle di argilla.